# Portopalo di Capo Passero
Portopalo di Capo Passero es una comuna siciliana de 3.695 habitantes, se encuentra en la Provincia de Siracusa (Italia). 

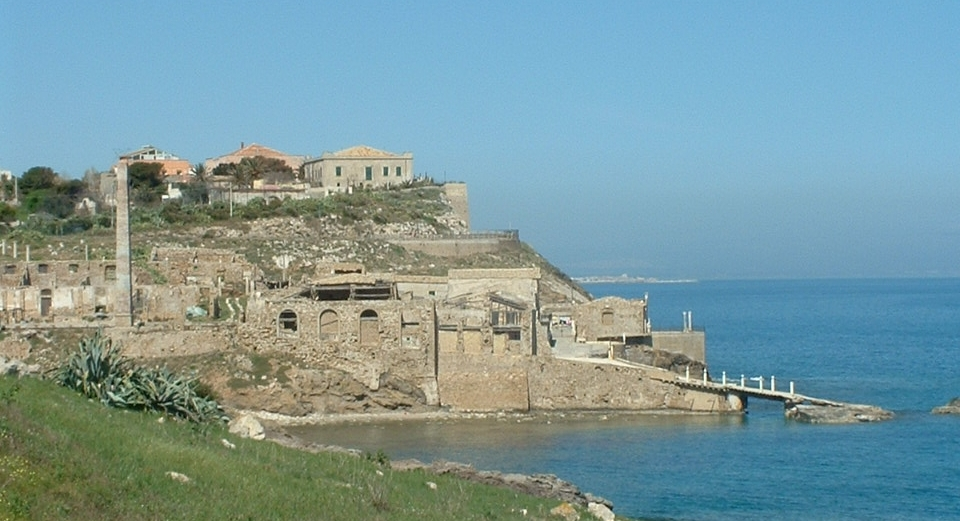
Portopalo, la estación de atún antigua.

## Geografía
Situada a 45 kilómetros al sur de  Siracusa, Portopalo di Capo Passero es la ciudad más austral de Sicilia. Está bañada por dos mares: el Jónico y Mediterráneo.

## Historia
Desde muy antiguo Portopalo ha sido nombrado de diferentes maneras, dependiendo de las características precisas del lugar. 
Inicialmente llamado "Cabo Pachino", después de "Terra Noble" y finalmente "Porto Palo." 
El fundador y constructor de Portopalo, puede considerarse Deodato y Don Moncada de Noto. 
El territorio que hoy incluye Portopalo siempre ha estado habitado desde tiempos antiguos. 
En 1936, como lo muestra el censo, fue habitada por 1710 personas, organizadas en pequeñas casas a lo largo de la Via Vittorio Emanuele.
En la aldea no había tuberías de agua que proporcionan agua a los hogares, por lo que las mujeres se vieron obligadas a lavar la ropa, ir al pozo en la ciudad del castillo de Belmonte Bruno (ahora Tafuri). 
La autonomía del país, mientras tanto,que  había asumido el nombre completo de Portopalo, fue aprobada en la Asamblea Regional, una ley regional N º 1 el día  01/03/1975. 

## Evolución demográfica
| Gráfica de evolución demográfica de Portopalo di Capo Passero entre 1861 y 2011 |
|                                                                                 |
| Fuente ISTAT - Elaboración gráfica por parte de Wikipedia                       |

## Economía
La economía  de Portopalo está fuertemente ligada al mar, tanto para la pesca y como un recurso turístico. Desde el 1990, Portopalo, tiene una gran   producción agrícola,  que junto con la vecina ciudad de Pachino, ha aumentado considerablemente, con productos especializados y de alta calidad. En particular, los llamados tomates de Pachino ha sido galardonado con el Indicación Geográfica Protegida.

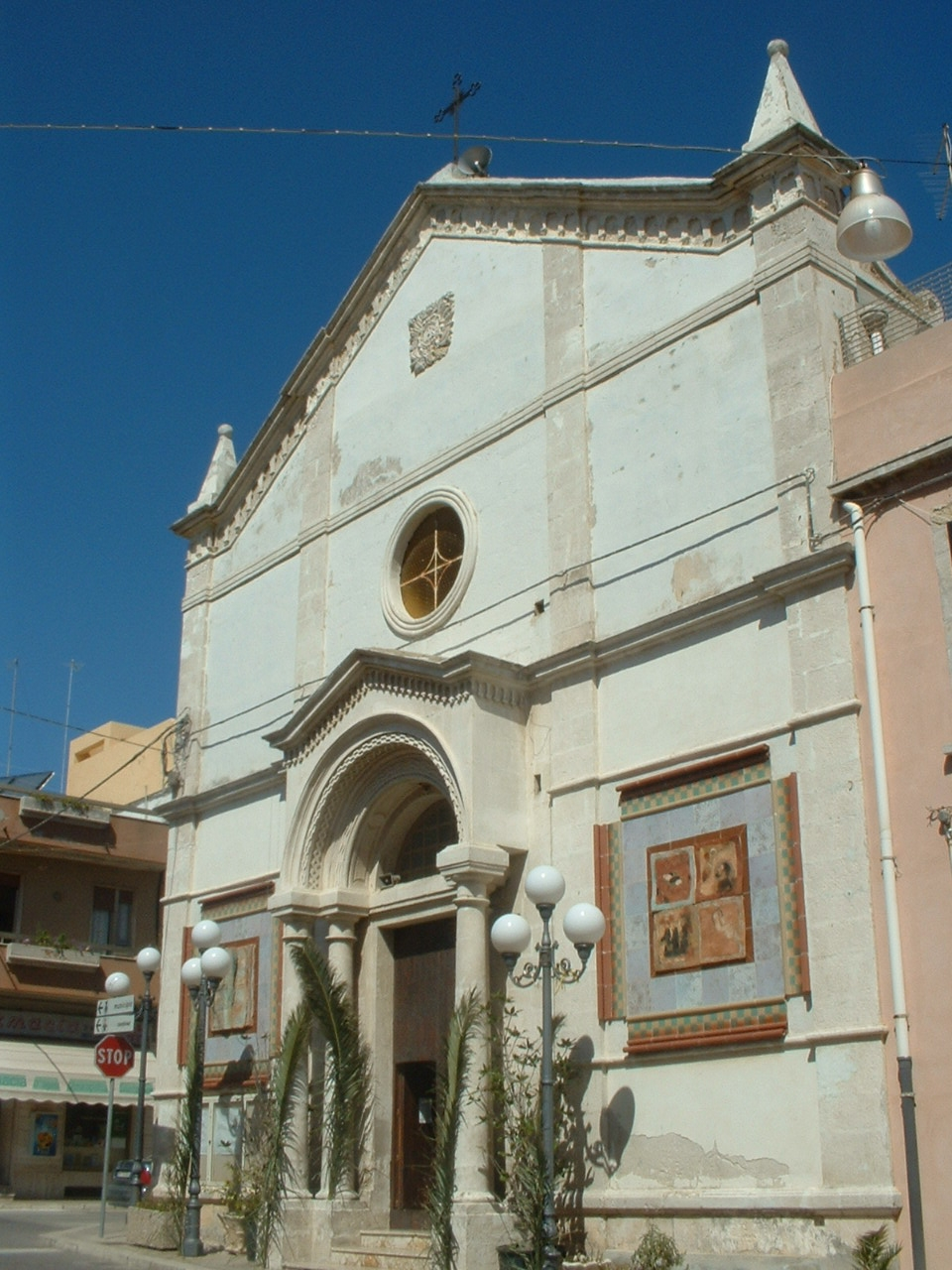
Portopalo (SR), Iglesia de San Gaetano (1927).

## Monumentos
- Castillo Tafuri
- Iglesia de San Gaetano
- Isla de Capo Passero
- Isla de Corrientes

## Fiestas  populares

### Fiesta de San Antonio Abate
Se celebra el día 17 de enero . 
La noche antes del aniversario, las mujeres en el país, preparán  el "nido" es un producto a medio camino entre la tradición y la sopa dulce, tradición que en su mayoría se han perdido.

### Fiesta de San José
Se celebra el día 19 de marzo.
La característica de este festival es el "vampanigghia". Que consiste en un montón de ramas a la luz por la noche.

### Fiesta de la Patrona de San  Cayetano
Se celebra el día 7 de agosto .
El santo patrón, no son otorgados celebraciones especiales, además de la procesión de la estatua de las principales calles de la ciudad, que termina con la llegada de la Santa Iglesia, hacia el atardecer, en un marco de fuegos artificiales.
En los días que siguen son las carreras organizadas con los barcos locales en el mar de la "escalera del rebaño".
Sigue la "ruptura del Pignatelli", en Via Vittorio Emanuele y de otras razas y los juegos de los gustos populares.